# Zgodovina kolesarstva
Zgodovina kolesarstva se je začela pisati vzporedno z razvojem kolesa. Čeprav uporablja sodobno kolo navidez preprosto tehnologijo, je razvoj kolesa potreboval mnogo daljše časovno obdobje od koncepta do splošne uporabe kot razvoj avtomobila.

## Razvoj kolesa
Leta 1690 je Francoz Comte de Sivrac iznašel dvokolesno prevozno sredstvo gnano s človeško močjo, pri čemer je uporabnik izum porival z eno nogo, medtem ko je druga noga varno počivala na hrbtišču, katero je povezovalo obe kolesi. Sivrac je svojo iznajdbo poimenoval celerifere (slovensko »hitroidoči«). Mnogo inačic Sivracovega »kolesa« je bilo razvitih, med drugimi tudi znani velociped, ki je bil ergonomično oblikovan kot »majhen lesen konj«. Toda prvi viden napredek v razvoju je bil dosežen šele leta 1816, ko je baron Karl Drais von Sauerbronn »kolesu« dodal udoben sedež in vodljivo sprednje kolo.
Mlad škotski kovač, Kirkpatrick Macmillan, je leta 1839 biciklu dodal pedala, v naslednjih letih pa še nekaj izboljšav, toda kljub veliki učinkovitosti njegovega kolesa so označili njegove ideje za nore. Tako je njegov prispevek neupravičeno odšel v pozabo na smetišče zgodovine. Macmillan je bil na pravi poti, toda imel je premalo vpliva na prihodnost kolesa. Tako je bil naslednji veliki korak naprej v razvoju pravzaprav korak nazaj v razvoju kolesa, saj so pedala pritrdili kar na prednje kolo. Tovrstna rešitev je bila neustrezna saj se je pri enemu obratu pedal kotač zavrtel zgolj za toliko, torej za en obrat. V želji po čim večji prevoženi dolžini z enim vrtljajem pedal, so sprednja kolesa postajala vedno večja in večja. Tako so sprednja kolesa dosegla premer tudi do 1,5 metra in več, medtem ko je bilo zadnje kolo veliko samo 30 centimetrov (kolo so poimenovali penny-farthing; farthing je stara denarna enota Velike Britanije, vredna četrt penija).
Dva mehanika v Coventryu, Anglija, sta ustvarila posodobljeno kolo v dveh ločenih korakih. Leta 1870 je James Starley ustanovil družbo Ariel in prvi izdelek je bilo kolo po imenu Ariel, ki je imelo prestavo, kar je omogočilo dve revoluciji kolesa pri enem obratu pedala. Štiri leta kasneje, leta 1874, je Henry Lawson uvedel verižni pogon. Njegov izum je postal zelo priljubljen, saj je kolo postalo mnogo bolj učinkovito in stabilno kot prejšnje inačice kolesa. Njegova največja slabost so bile gumijaste gume, zaradi česar je bila vožnja neudobna. Težavo je uspešno rešil ustanovitelj družbe Dunlop, John Boyd Dunlop, leta 1888, ko je patentiral pnevmatično kolo, s čimer je vožnja s kolesom postala mnogo bolj priljubljena.

Fotografiral Benjamin J. Falk.|opis=Eugen Sandow na kolesu.
Fotografiral Benjamin J. Falk.}}
Bostonski proizvajalec kočij, Albert Pope, je leta 1876 obiskal prvi mednarodni sejem v ZDA, kjer je videl prvo javno predstavljeno kolo v Združenih državah. Kmalu zatem se je odpravil v Anglijo, da bi obiskal tamkajšnje proizvajalce koles in tako je začel uvažati kolesa v ZDA. Leta 1877 je nato postavil svojo prvo proizvodnjo koles v Hartfordu, Connecticut. Njegov model kolesa Kolumbija, ki je vseboval vse angleške izboljšave kolesa, poleg tega pa je Pope dodal tudi nekaj svojih, je postalo najbolje prodajano kolo na svetu leta 1893. Cena kolesa je znašala 313 takratnih ameriških dolarjev, približno enako kot dober konj, torej so si kolesa lahko privoščili zgolj premožnejši ljudje. Kolesa vse do konca prve svetovne vojne niso izdelovali in tržili za otroke, nato pa je povprečna cena koles močno padla, hkrati pa je povojni čas prinesel veliko gospodarsko rast.
Kljub visoki ceni kolesa je bilo v Združenih državah Amerike leta 1896 v uporabi milijon koles, ki so bila izdelana v 250 podjetjih, pri čemer je vodilno podjetje Alberta Popea začelo leta 1895 prevzemati konkurenčna podjetja, kar je privedlo do spojitve več kot 75 proizvodnih podjetij v trust American Bicycle Company (Ameriška kolesarska družba).
Mnogim izboljšavam, kot je bil npr. desetstopenjski prestavni mehanizem, navkljub, je bilo tedanje sodobno cross-country gorsko kolo, s sprednjim in zadnjim vzmetenjem, ter sprednjimi in zadnjimi bobnastimi zavorami, zgrajeno na osnovi inačice iz leta 1890.

## Zlata doba kolesarstva
Prva organizirana kolesarska dirka je bila prirejena 31. maja 1868, blizu Pariza. Zmagovalec 1200 metrov dolge preizkušnje je bil Anglež James Moore. Že naslednji dan je bila v Hendonu prva angleška kolesarska tekma. James Moore je leta 1869 osvojil tudi prvo enodnevno dirko Rouen-Pariz, dolžine približno 134 kilometrov.
V sedemdesetih letih devetnajstega stoletja je bilo ustanovljenih mnogo koleskarskih klubov širom Združenih držav Amerike. Klubi so začeli kot društva, ki so organizirala množične dirke, vendar  je večina kolesarskih klubov že kmalu po nastanku pričela prirejati zaprte kolesarske dirke. Tako je bila prva zabeležena dirka prirejena 24. maja 1878 v Bostonu, kar je sprožilo razmah raznovrstnih kolesarskih tekmovanj. Leta 1881 so bostonski člani Zveze ameriških kolesarjev celo paradirali po mestu.
Zveza ameriških kolesarjev je bila ustanovljena v osemdesetih letih 19. stoletja, ko so se njeni ustanovitelji zbrali v Newportu, na Rhode Islandu. Organizacija je že leta 1898 štela 102.600 članov. Glavni cilj te zveze je bila spodbujanje in promocija rekreacijskega kolesarstva z zavzemanjem za bolje urejene in varnejše ceste, ter kolesarjem prijazne zakone. Zveza je bila tudi krovno organizacijsko telo za prirejanje amaterskih dirk.
Mednarodno krovno telo je bilo leta 1892 ustanovljeno s strani Belgije, Kanade, Danske, Anglije, Francije, Nemčije, Nizozemske in ZDA. Leta 1900 je njegovo mesto prevzela Mednarodna kolesarska zveza, ki je še danes krovno mednarodno kolesarsko telo.
Cestno in dirkališčno kolesarstvo, glavni disciplini kolesarstva, sta se razvili zelo zgodaj. Na stari celini, katere ceste so bile razmeroma dobro vzdrževane, je prevladovalo predvsem cestno kolesarstvo. V Angliji pa so se, zaradi mnogo slabših prometnih cest, raje bavili z dirkališčnim kolesarstvom, medtem ko sta bili obe disciplini v ZDA precej bolj izenačeni, čeprav je bila večina profesionalnih dirk prirejenih na velodromskih stezah.
Kolesarska podjetja so kmalu začela najemati kolesarske dirkače, da bi le-ti predstavljali in propagirali model kolesa. Zveza ameriških kolesarjev, predana amaterskim dirkam, je zato začela identificirati profesionalne kolesarje in jih izločevati iz kolesarskih dirk. Zveza je imela celo pravilo, ki je prepovedalo nedeljske dirke, ko bi namreč lahko profesionalni dirkači privabili največje število gledalcev na dirko. Prav zaradi nadzora in sankcij profesionalnega dirkanja je bila leta 1898 ustanovljena Mednarodna kolesarska zveza.
Kmalu so bile vse profesionalne dirke prirejene na zaprtih progah, kjer so lahko zaračunali štartnino, medtem ko je bila večina amaterskih tekmovanj opravljenih na cesti, čeprav je bilo nekaj amaterskih dirk organiziranih tudi na velodromih.
Sprva so bile kolesarske dirke prirejene na že obstoječih progah namenjenih konjskim dirkam, toda z razvojem priljubljenosti kolesarstva se je razvijala tudi infrastruktura in tako so kmalu bile zgrajene posebne proge, velodromi. Običajen velodrom je bil lesene konstrukcije, s krožno, nagnjeno progo dolžine od 200 do 500 metrov (najbolj pogosta je bila dolžina 333 metrov). Leta 1895 je bilo v ZDA zgrajenih že okoli 100 velodromov, kjer so se odvijale dirkališčne dirke. Zgrajen je bil tudi tako imenovana »Velika steza«, prenosna proga, ki je bila namenjena vrhunskim kolesarjem, in je skozi leto, od maja do novembra, potovala od severovzhoda ZDA proti Kaliforniji.
Fenomen šestdnevnih dirk se je začel v Angliji leta 1878, z zgolj eno dirko, ki ni pritegnila mnogo pozornosti. Toda ko so na stadionu Madison Square Garden začeli prirejati šestdnevne dirke je zvrst postala ena izmed najbolj priljubljenih ameriških športov. Izvirno so tekmovali individualno s ciljem v šestih dneh prevoziti čim več kilometrov, pri čemer so si sami odrejali odmore, ko so čutili potrebo. Dirke, kjer so kolesarji nastopali individualno, so bile prepovedane leta 1898, zato so v Madison Square Garden začeli prirejati šestdnevno dirkanje z dueli oziroma medsebojnim tekmovanjem štirih kolesarjev, z dvema na vsaki strani. Kolesarja iste ekipe sta si tako razdelila garaško delo. Medtem se je priljubljenost šestdnevnega dirkanja razširila daleč okoli New Yorka, na velodrome v Chicagu, Detroitu, San Franciscu in mnogih ostalih glavnih mestih.
Že pred začetkom dvajsetega stoletja je iz kolesarstva prišlo kar nekaj ameriških herojev in tudi prvi mednarodni znani temnopolti atlet. Prvi junak kolesarstva je bil George Hendee, ki je postavil svetovni rekord na pol milje leta 1886 in petkrat zapovrstjo osvojil državno prvenstvo preden se je upokojil pri 29 letih. Kasneje je postal proizvajalec motorjev.
Charles »Milja na minuto« Murphy postavil sedem svetovnih rekordov do leta 1899. Tistega leta si je prislužil svoj vzdevek, saj je eno miljo prevozil v 57,8 sekunde, pri čemer je vozil za lokomotivo na Long Islandu. Zgodovinska vožnja je potrdila tudi Murphyevo prepričanje, da se hitrost poveča z vožnjo za drugim vozilom (angleško drafting).
August »Zimmie« Zimmerman je začel kolesariti kot amater pri newyorškem atletskem klubu in je bil kasneje povabljen na dirko v Anglijo leta 1892. Osvojil je vsa štiri angleška prvenstva, dolžin ene, petih, 25 in 50 milj. Prav tako je osvojil obe svetovni prvenstvi 1893 in kasneje postal profesionalec. Zimmerman je bil pravi magnet za gledalce, saj se je ob njegovih nastopih na velodromske dirke v Evropi in ZDA zgrinjalo po 30.000 gledalcev.
Mednarodna temnopolta zvezda pa je bil Marshall »Major« Taylor iz Indianapolisa, ki je imel enega najboljših velodromskih stadionov, Newby Oval, s kapaciteto 20.000 sedežev. Petnajstletni Taylor je postavil svetovni stezni rekord na miljo leta 1894 in bil kasneje izključen iz kolesarstva. Lokalni proizvajalec koles, Louis Munger, je selil svoje podjetje v Worcester in leta 1895 s seboj vzel Taylorja. Mladenič je osvojil številni lokalne in regionalne amaterske dirke in postal profesionalni dirkač decembra 1896. Kmalu je služil 850 dolarjev za en dan dirkanja. Leta 1899 je osvojil profesionalno svetovno prvenstvo na eno miljo v Montrealu. Leta 1901 je Taylor odšel na evropsko turnejo, ki je dosegla svoj vrhunec z zmago nad svetovni prvakom Edmundom Jacquelinom in nagrado 7.500 ameriških dolarjev. Samo v letu 1902 je s turnejo po ZDA in Evropi zaslužil 35.000 ameriških dolarjev ter kasneje odšel še na uspešno turnejo v Avstralijo. Taylor ni bil nikoli deležen zasluženega priznavanja v ZDA zaradi barve kože, toda bil je proslavljen na ostalih dveh kontinentih.

## Vzpon in padec kolesarstva
Kolesarstvo je po letu 1903 izgubilo nekaj svoje privlačnosti. Tistega leta je bilo ustanovljeno podjetje Ford Motor Company, s čimer se je začela avtomobilska doba. Trg je bil precej nasičen s kolesi in tudi morebitni bodoči kupci so se začeli ozirati po avtomobilih. Mnogo proizvajalcev koles se je preusmerilo v proizvodnjo avtomobilov in prodaja koles je vztrajno padala.
Zanimanje za kolesarske dirke je prav tako upadlo, mnogo velodromov je šlo v stečaj, kot posledica tega pa je padala tudi vrednost nagradnih skladov za preostale. Mnogo ameriških kolesarjev je odšlo po kruh v Evropo, kjer je bilo zanimanje večje in nagrade bogatejše.
Popularnost v ZDA se je povečala s pojavom Johna Chapmana, ki je s podporo lastnika newarškega velodroma na severovzhodu ZDA postavil novo stezo in ponudil bistveno bolj bogate nagradne sklade in s tem privabil najboljše evropske in avstralske dirkače. Gledalci so se vračali na steze. Chapman se je leta 1920 povezal Texom Richardom s katerim sta oživila šestdnevno dirkanje v Madison Square Gardenu in naslednje leto je Chapman prevzel newyorški velodrom, kjer je prav tako obogatil spored dirk. Postavil je tudi mnogo prog za šestdnevno dirkanje v vseh večjih mestih severovzhoda in srednjega zahoda, kjer so nastopali vrhunski tuji kolesarji. Po Chapmanovi zaslugi so bili kolesarji najbolje plačani atleti v ZDA. Ko se je Frank Kramer, legenda ameriškega kolesarstva, upokojil leta 1922, je v 22 letih dirkanja zaslužil 500.000 takratnih ameriških dolarjev, medtem ko so najboljši igralci bejzbola zaslužili samo 10.000 dolarjev na leto.
Amatersko dirkanje je bilo zaradi ogromne priljubljenosti profesionalcev in porasta avtomobilskega prometa postavljeno na stranski tir. Zveza ameriških kolesarjev je leta 1920 povsem opustila amatersko dirkanje iz svojega programa, tako je nad neprofesionalci sedaj bedela Ameriška zveza amaterskega kolesarstva (kratica ABLA), ki je gostila prvo državno cestno prvenstvo leta 1921, k čemur je leta 1937 dodala še žensko prvenstvo. Toda vse dirke so bile prirejene na lokalnih, bolj neprometnih cestah in zaradi izogibanja motoriziranega prometa tudi ob zgodnjih urah, zaradi česar so bile tovrstne prireditve nepoznane širši javnosti in medijski pozornosti.
Velika kriza je spodnesla vse dosežke in pridobitve poklicnega kolesarstva. Šestdnevno dirkanje je na Madison Square Gardenu vztrajalo vse do 1939, ko so ga dokončno opustili zaradi občutnega padanja gledanosti.

## Povojno obujenje
Po času druge svetovne vojne so se s kolesarjenjem rekreativno bavili samo najstniki in mladi ljudje. Peščica Američanov, ki se je resno ukvarjala s tem športom je odšla v Evropo, meko kolesarstva.
Ted Smith je leta 1950 postal prvi Američan, ki je tekmoval na svetovnem cestnem prvenstvu. Jack Heid je prav tako istega leta nastopil na svetovnem dvoranskem prvenstvu. Nancy Neiman Baranet je odšla v Evropo leta 1955. Naslednje leto je postala prvi udeleženec evropske etapne dirke z ameriškim državljanstvom. Na etapi od Lyona do Auvergneja je zasedla 14. mesto.
Skupaj s tekom je bilo kolesarstvo predstavljeno kot zdrav način življenja in tako je vse več odraslih začelo v poznih petdesetih začelo kolesariti. Nekateri od njih so se spontano začeli vključevati v dirke. Tudi povečano zanimanje za olimpijske igre je pripomoglo k rasti kolesarstva.
Ameriška zveza amaterskega kolesarstva je dodajala vse več dirk v svoj program državnega prvenstva v poznih šestdesetih. Število njenih članov se je močno povečevalo in je naraslo s 3.000 leta 1968 na 8.000 pet let kasneje. Vzporedno s številom članov je raslo število lokalnih in regionalnih dirk, ki  so bila predpogoj za nastopanje na državnem prvenstvu.
Porast zanimanja za tekmovanje je blagodejno vplival predvsem na žensko kolesarstvo. Audrey McElmury je leta 1968 postala prva Američanka, ki je osvojila cestno svetovno prvenstvo. Sheila Young je na svetovnem dvoranskem prvenstvu zmagala v kategoriji šprinta, kar je dve leti kasneje storila tudi Sue Novara. Naslednje leto je Youngova osvojila prvo, Novara pa je pristala na drugem mestu.
Z reorganizacijo Olimpijskega komiteja ZDA leta 1976, je bila ustanovljena Kolesarska zveza ZDA (USCF), kateri je postala podrejena tudi Ameriška zveza amaterskega kolesarstva. S povečanimi vlaganji podjetji v kolesarstvo, se je proračun Kolesarske zveze ZDA povečal za več kot 600 odstotkov, z 38.500 dolarjev na 235.000. Eddie Borysewicz je bil postavljen za prvega, polno zaposlenega, trenerja zveze. Deloval je v olimpijskem vadbenem centru in med njegovimi najboljšimi vajenci je bil Greg LeMond, ki je kasneje postal prvi ameriški zmagovalec najbolj prestižne dirke, Tour de France, v letih 1986, 1989 in 1990.
Razvojni program je obrodil sadove tudi na Olimpijskih igrah 1984, ko so štirje kolesarji ZDA osvojili zlato: Connie Carpenter-Phinney v ženski cestni dirki, Alexi Grewal v cestni dirki moških, Steve Hegg v individualnem zasledovanju in Mark Gorski v šprintu.
Uspehi so privedli do več kot 1.600 delegiranih dirk leta 1988 v ZDA in preko 1.000 registriranih kolesarskih klubov ter 30.000 licenciranih dirkačev Kolesarske zveze ZDA. Vse več podjetij se je vključevalo v kolesarstvo, tako na lokalni, regionalni kot na državni ravni.
Dve novi zvrsti kolesarstva, BMX in gorsko kolesarstvo, sta bili zaslužni za nadaljnjo rast in širitev kolesarstva v devetdesetih letih. Državna obstezna kolesarska zveza (NORBA), prvotno krovno telo gorskega kolesarstva, je leta 1989 prešlo pod okrilje Kolesarske zveze ZDA. Zveza je leta 1997 prav tako prevzela Državno kolesarsko zvezo, nadzorno telo BMX panoge, s čimer je Kolesarska zveza ZDA postala krovno telo vseh treh glavnih zvrsti tekmovalnega kolesarstva.

## Vir
- Hickok Sports History (v angleščini)